# Ode a Afrodite

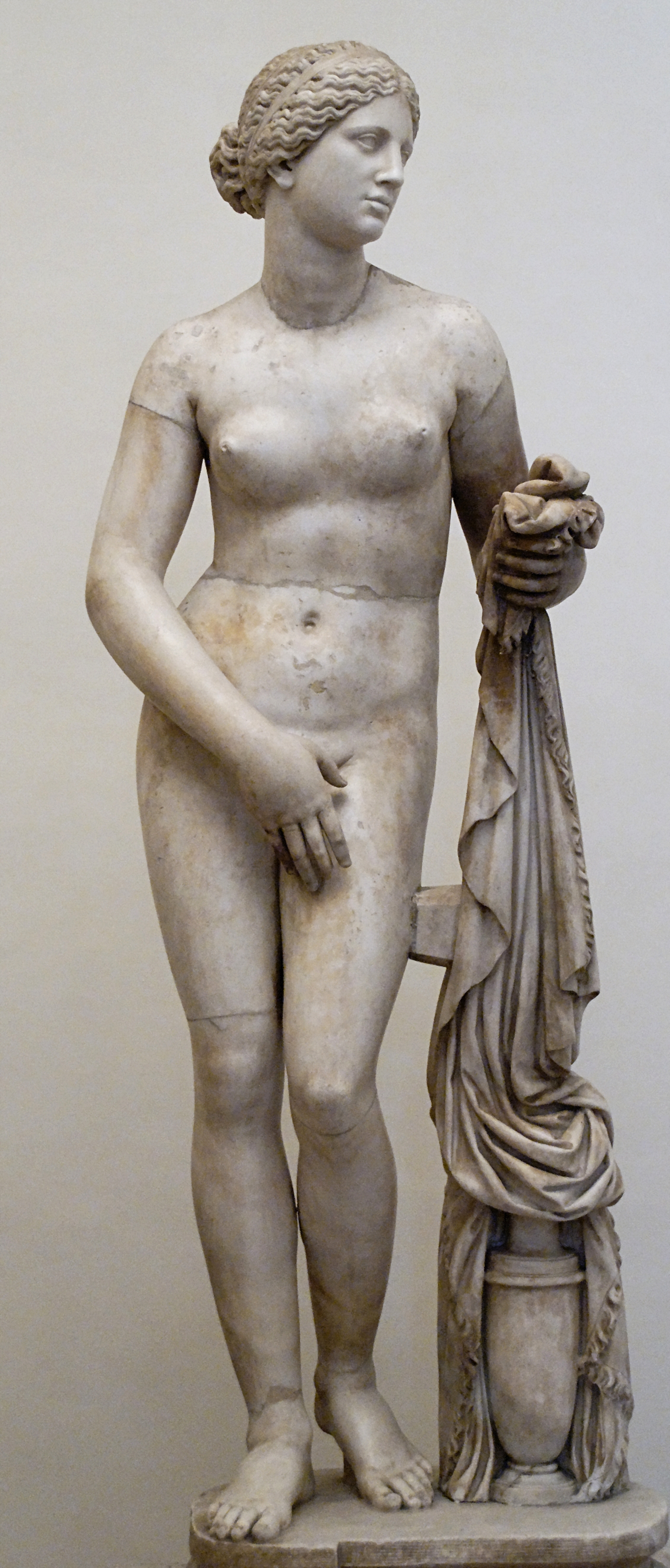
Cópia romana da famosa estatua grega Afrodite de Cnido, esculpida por Praxiteles. Afrodite foi o tema da ode de Safo.

A Ode a Afrodite (ou fragmento de Safo 1) é um poema lírico escrito pela poetisa arcaica Safo, em que o orador pede a ajuda de Afrodite , em busca de um jovem amado. Excepcionalmente para a poesia de Safo, o poema chegou aos nossos dias completo, com apenas dois pontos de incerteza no texto.O poema faz uso da linguagem Homérica, e faz alusão a episódios da Ilíada.

## Preservação
Até a publicação do poema Tithono em 2005, a Ode a Afrodite era o único completo e conhecido poema escrito por Safo que tinha sobrevivido desde a antiguidade. Ele foi preservado em Dionísio de Halicarnasso' Na Composição, onde o escritor cita o texto completo como um exemplo de escrita "suave" ou "polida" . O poema também é parcialmente preservado em um papiro do segundo século descoberto em Oxirrinco no Egito.
Embora o poema é convencionalmente considerado como sendo completamente preservada, existem dois lugares onde a leitura é incerta. O primeira é a primeira palavra do poema: alguns manuscritos de Dionysios traduzem a palavra como "Ποικιλόφρον'"; em outros, juntamente com o papiro de Oxirrinco, temos "Ποικιλόθρον'". O segundo problema no poema, é sua preservação da linha 19, onde os manuscritos do poema são "difíceis de entender", e o papiro é interrompida no início da linha.

## Poema
O poema é escrito em grego éolico e definido em estrofes sáficas, uma métrica nomeada a partir de Safo, em que três idênticas linhas mais longas são seguidas por uma quarta, mais curta. Em edições helenísticas de Safo, ele foi o primeiro poema do Livro I de sua poesia. Como o poema começa com a palavra "Ποικιλόθρον'", isto é, fora da sequência, seguidos pelo resto do Livro I, onde os poemas são ordenados em ordem alfabética por letra inicial. Em sete estrofes longas, o poema é o mais antigo fragmento do Livro I de Safo.
A Ode a Afrodite é fortemente influenciado pela épica Homérica. Ruby Blondell argumenta que todo o poema é uma paródia e reformulação da cena presente no livro cinco da Ilíada entre Afrodite, Atena, e Diomedes. A Homérica influência de Safo é especialmente clara na terceira estrofe do poema, onde a descida de Afrodite para o mundo mortal é marcado por "uma virtual invasão Homérica de palavras e frases".